# Garačići
Garačići är en ort i Bosnien och Hercegovina.   Den ligger i entiteten Federationen Bosnien och Hercegovina, i den centrala delen av landet, 80 km väster om huvudstaden Sarajevo. Garačići ligger 648 meter över havet och antalet invånare är 687.
Terrängen runt Garačići är lite bergig. Närmaste större samhälle är Bugojno, 3,6 km nordost om Garačići. 
I omgivningarna runt Garačići växer i huvudsak blandskog. Runt Garačići är det ganska tätbefolkat, med 93 invånare per kvadratkilometer.